# Кубанка (головной убор)
Кубанка — низкая, укороченная, папаха (маленькая барашковая шапка), первоначально головной убор кубанских казаков, откуда и получила своё название.

## История
Сперва кубанки были популярны только у пластунов Кубанского и Терского казачьих войск.
В Первую мировую войну кубанки распространились также в кавалерии Кубанского и Терского казачьих войск, Дикой дивизии и пластунских частях.
Массовое распространение кубанки получили со времён Гражданской войны в России. Казаки, перешедшие на сторону Красной армии, урезали папахи и меняли кокарды на красные ленты или звёздочки, чтобы в бою можно было отличить своих, красных, от белоказаков, которые тоже носили кубанки, но с белыми лентами или кокардами.
Позже укороченные папахи, кубанки, использовались не только в кубанских и терских кавполках, но также как зимний головной убор, и в кавалерии РККА, в НКВД и милиции.
Во время Великой Отечественной войны многие призывники с юга носили кубанки вместо ушанок. А также официально кубанки носили пластуны 9-й пластунской дивизии РККА и пластуны других соединений.
В 1940-е годы кубанка была в моде в «блатной» среде. Носили кубанку зимой, заломив на затылок.
В Госкомэкологии России, для женщин зимний головное убор — кубанка из серого каракуля. 